# Natronkalk

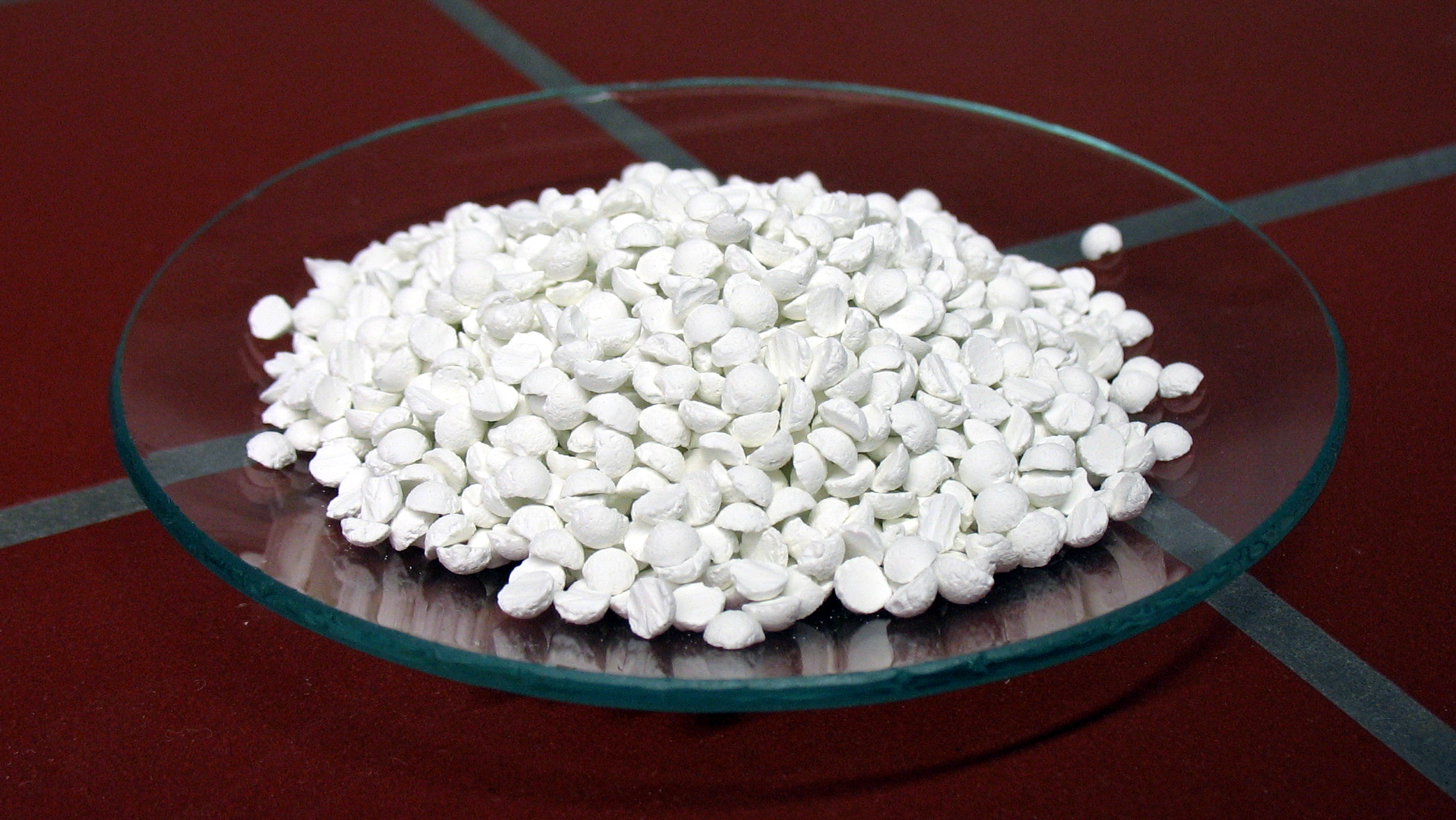
Natronkalk gekörnt (3–5 mm)

Natronkalk ist ein Stoffgemisch aus Natriumhydroxid („Ätznatron“, NaOH) und Calciumhydroxid („gelöschter Kalk“, Ca(OH)2). Natronkalk wird insbesondere in der quantitativen Elementaranalyse verwendet, in der er als Kohlendioxid-Absorbens dient. Auch in Filtern von Kreislauftauchgeräten dient er als so genannter Atemkalk zur Bindung des ausgeatmeten CO2. 
Die Reaktionsgleichungen für die Absorption von Kohlenstoffdioxid lauten:
{\displaystyle \mathrm {CO_{2}+2\ NaOH\longrightarrow Na_{2}CO_{3}+H_{2}O} }
{\displaystyle \mathrm {Na_{2}CO_{3}+Ca(OH)_{2}\longrightarrow 2\ NaOH+CaCO_{3}} }